# Essaouira
Essaouira (arabisch الصويرة, DMG aṣ-Ṣawīra ‚Die Eingeschlossene‘, Taschelhit ⵎⵓⴳⴰⴹⵓⵔ Mugaḍur) ist eine Hafenstadt mit etwa 85.000 Einwohnern an der marokkanischen Atlantikküste und ist Hauptstadt der Provinz Essaouira in der Region Marrakesch-Safi. Vor der Unabhängigkeit Marokkos wurde die Stadt auch Mogador genannt. Dieser Name geht vermutlich auf die Portugiesen zurück und wird heute nur noch für die vorgelagerte Insel verwendet. Die gesamte Altstadt (Medina) von Essaouira wurde im Jahr 2001 von der UNESCO als Weltkulturerbe anerkannt.

## Lage und Klima
Mit dem südlich gelegenen Agadir ist Essaouira über die kurvenreiche N 1 verbunden (Entfernung etwa 175 km) und mit dem östlich gelegenen Marrakesch über die N 8 und die R 207 (Entfernung ebenfalls etwa 175 km). Der Flughafen Essaouira liegt etwa 15 km südöstlich des Stadtzentrums. Das Klima ist meist warm; Regen (ca. 350 mm/Jahr) fällt überwiegend im Winterhalbjahr.

## Bevölkerung
| Jahr      | 1994   | 2004   | 2014   | 2024   |
| Einwohner | 56.074 | 69.493 | 77.966 | 82.962 |

Die größtenteils aus den Berberdörfern Südmarokkos zugewanderte Bevölkerung spricht Marokkanisches Arabisch und die heimatlichen Berberdialekte des Taschelhit. Haupterwerbszweige der Stadt sind Fischfang (hauptsächlich Sardinen und Seeaal) und der Fremdenverkehr. Bedingt durch sein mildes Winter- bis heißes Sommer-Klima wird Essaouira vor allem von Touristen aus den marokkanischen Großstädten besucht, verzeichnet aber auch steigende Besucherzahlen aus Europa, wobei die Franzosen in der Überzahl sind.

## Wirtschaft
Der Fischereihafen und die Fischindustrie sind – trotz des schnellwachsenden Tourismus – immer noch von großer Bedeutung.

## Geschichte

### Jungsteinzeit
Die Jungsteinzeit (in der Fachsprache 'Neolithikum') wird als eine Epoche bezeichnet, die als Übergang von Jäger- und Sammlerkulturen in die Zeit der Sesshaftwerdung, und damit zu Hirten- und Bauernkulturen der Menschen definiert wird.
Durch archäologische Ausgrabungen wurden die Spuren der Jungsteinzeit untersucht. So fand sich eine große Anzahl sogenannter Escargotières, Abfallhaufen die aus Muschelresten, Schneckengehäusen, Holzkohle und anderen Zeugnissen bestehen, und dass die Menschen immer wieder die gleichen Stellen aufsuchten und daher sesshaft lebten. Gleichzeitig stehen die Funde dafür, dass die Menschen in dieser Gegend der Jungsteinzeit von Meeresfrüchten lebten.

### Phoinikisch-karthagische Antike
Der Ort war eine phoinikische Gründung unter dem Namen Migdol, die wahrscheinlich schon im 8. oder 7. Jahrhundert v. Chr. existierte und später von den Karthagern übernommen wurde und durch Hanno dem Seefahrer auch bekannt war.
Das Handelsinteresse lag hier beim Ernten der Purpurschnecken, um daraus den begehrten Farbsoff zu gewinnen. Ausgrabungen seit den 1950er Jahren belegen eine frühphoinikische Niederlassung aus dem 7. Jahrhundert v. Chr. Es besteht die Möglichkeit, dass es sich hierbei um die bei dem römischen Universalgelehrten Plinius dem Älteren erwähnte „Purpurinsel“ handelt.
Stadt und Insel Mogador sind ein Forschungsschwerpunkt des Deutschen Archäologischen Instituts in Madrid. Zusammen mit der Erforschung der spanischen und portugiesischen Westküste untersucht man das Gebiet auf die Aktivitäten der Phoiniker, die hier bereits den Handel mit Westafrika kontrollierten. Wie weit der Kontakt an der Küste entlang ausgeprägt war, ist Gegenstand der Forschung. Neueste Grabungen lassen vermuten, dass die in der Bucht von Essaouira gelegenen Islas de Mogador (auch Islas Purpurinas), einen phoinikischen Außenposten der antiken Welt darstellten. Die Phoinikier sollen hier Purpurschnecken gezüchtet haben.

### Römische Antike
Nach dem Untergang des Karthagischen Reiches übernahmen die Römer das Gebiet. Die westmarokkanische Küste gehörte daraufhin zur römischen Provinz Mauretania Tingitana mit der Hauptstadt Voloubilis.

### Epoche der germanischen Vandalen
Im Jahre 429 n. Chr. eroberten die Vandalen die Provinz.

### Epoche von Byzanz
Im Jahre 533 eroberte der oströmische Feldherr Belisar das Gebiet.

### Epoche der Berberstämme
Zwischen dem 7. und 10. Jh. schlossen sich mehrere regionale Berberstämme der Herrschaft der arabischen Umayyaden an, die auch den Süden Spaniens beherrschten. Im 11. Jh., der Zeit der Almoraviden, integrierte Yusuf ibn Taschfin (regierte von 1070 bis 1106), der Gründer von Marrakesch Essaouira in sein Reich.

### Epoche der Portugiesen und der streitenden Seemächte
Im 15. und 16. Jh. eroberten die Portugiesen Gebiete an der marokkanischen Atlantikküste.
Im Jahr 1506 besetzten die Portugiesen die vorgelagerte Insel und begannen umgehend mit dem Bau der heute noch sichtbaren Befestigungen und der Hafenanlagen.

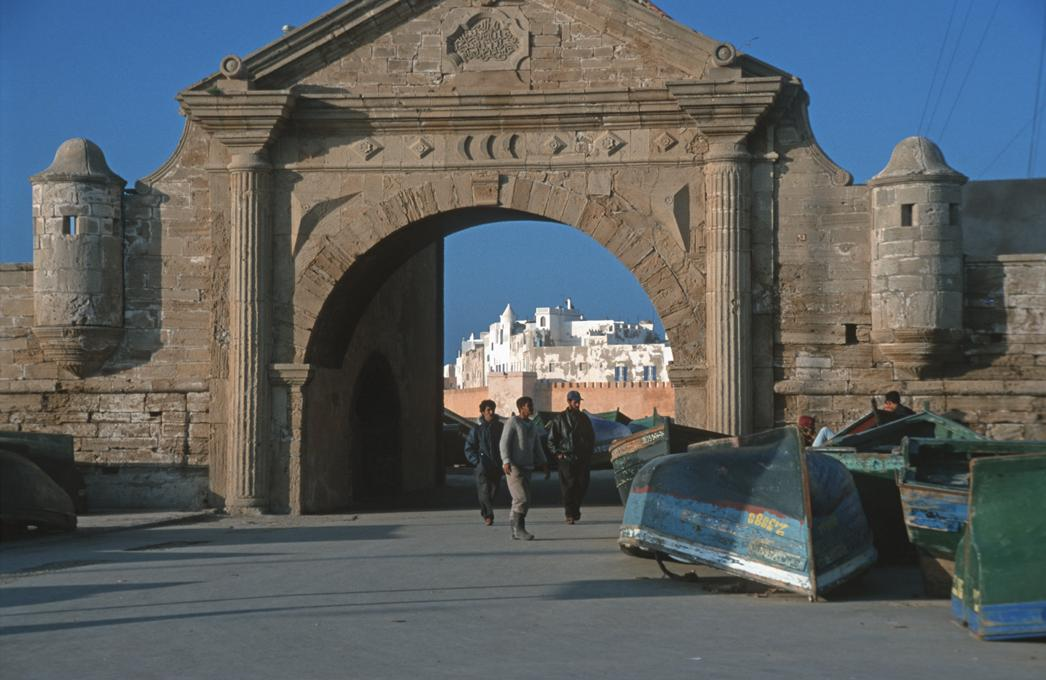
Hafentor (Porte de la Marine)

Hafenmauer aus portugiesischer Zeit

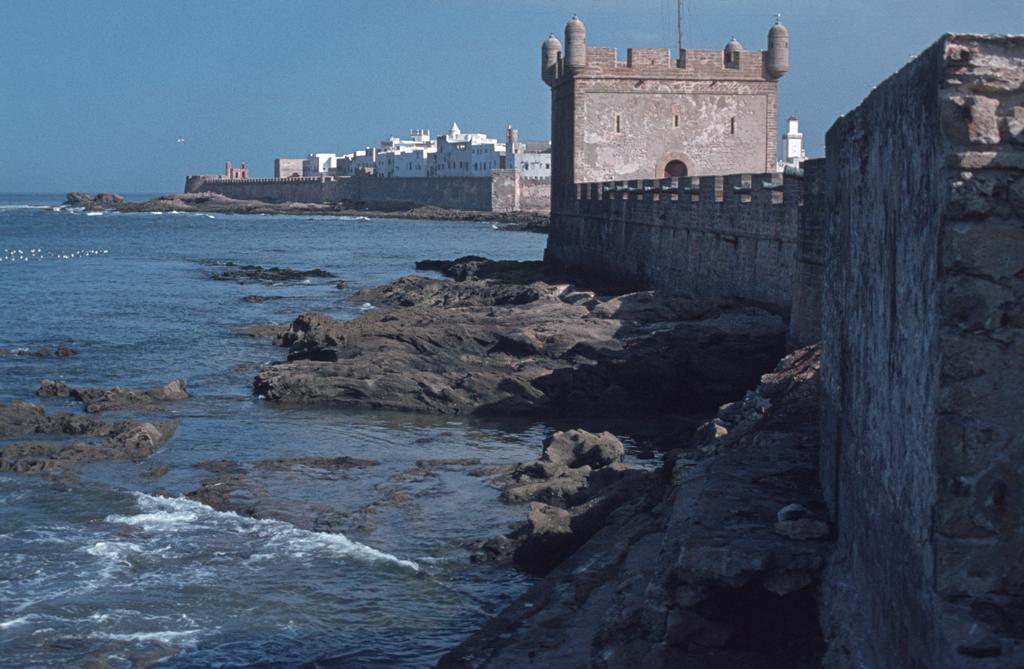
Hafenmauer mit Turm (Scala du Port)
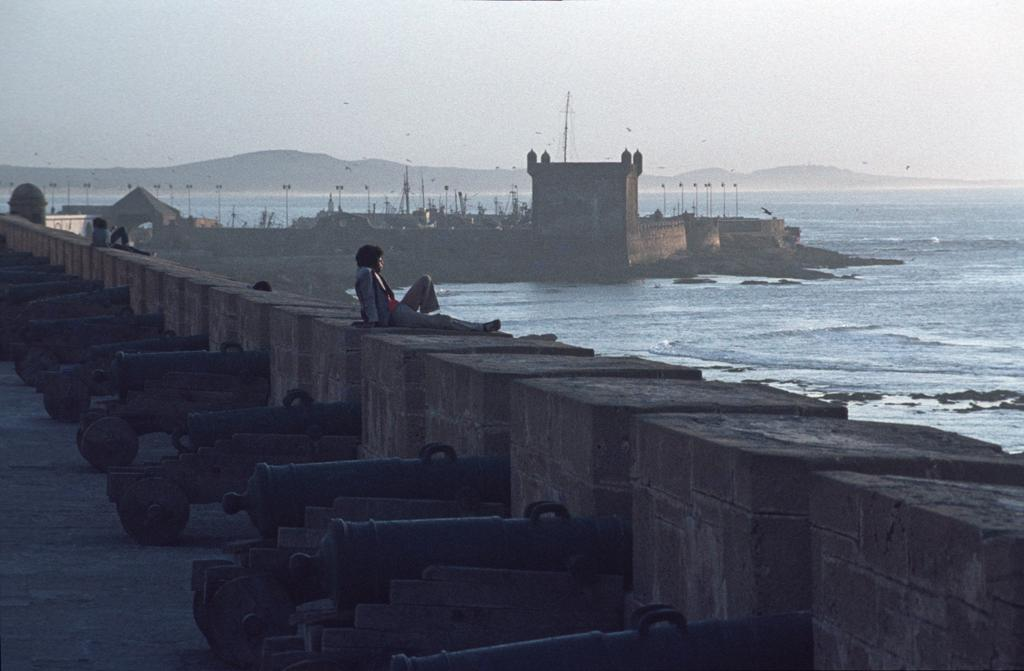
Hafenmauer am Meer (Scala de la Kasbah)

Potrugiesische Kanone

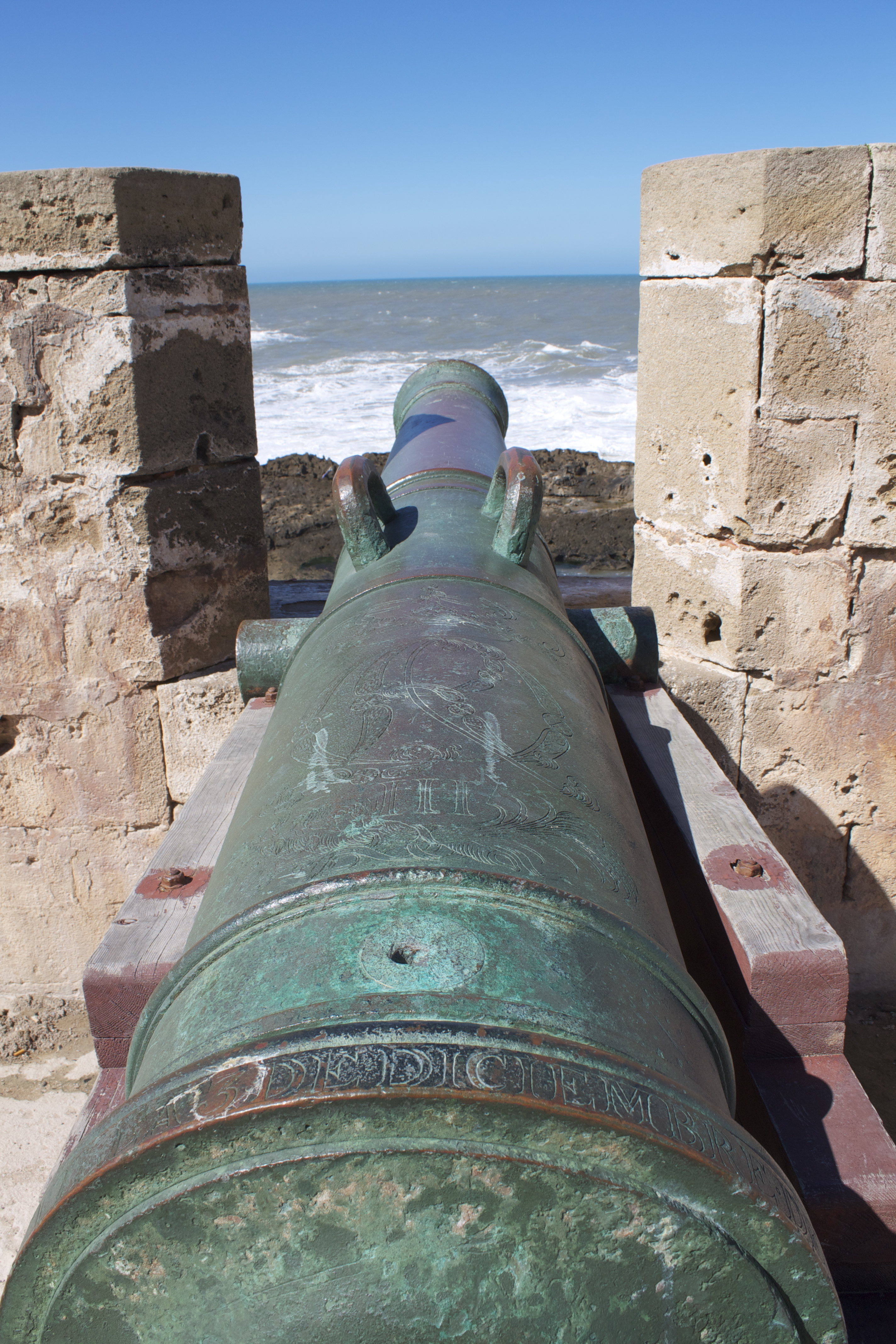
Bronzekanone

Den Namen der Festung, Mogador, sollen die Portugiesen mit Respekt für den heute noch als Schutzpatron der Stadt verehrten islamischen Heiligen Sidi Mogdul gewählt haben. Dieser soll nach der Legende ursprünglich ein Schotte namens Mac Donald gewesen sein, der sich einst hierher abgesetzt hatte, zu Lebzeiten verehrt und posthum zu einem Marabout erhöht wurde.
Bereits im Jahr 1510 gaben die Portugiesen den exponierten Stützpunkt wieder auf und räumten die Festung. Während des 16. Jahrhunderts versuchten verschiedene Mächte wie Spanien, England, die Niederlande und Frankreich vergeblich, Essaouira zu erobern. 

### Epoche muslimischer Dynastien
Ab 1628 setzte Sultan Mulai Abdelmalek aus der Dynastie der Saadier den Ausbau der Festungsanlagen fort. Im Jahr 1765 begann der Alawiden-Sultan Sidi Mohamed Ben Abdallah mit dem Ausbau Essaouiras zum – zu seiner Zeit – größten Seehafen Marokkos. Der französische Gefangene Théodore Cornut wurde mit der Planung der Festungsbauwerke und einzelner Stadtteile beauftragt.
Im 18. und 19. Jahrhundert baute Essaouira seine wichtige Position als Knotenpunkt im Karawanenhandel weiter aus und gelangte zu erheblichem Wohlstand. Ab 1837 ließen sich die Brüder Joseph, Abraham und Jacob Afriat aus Ifrane in der Stadt nieder, die als Kaufleute des Sultans den Titel Tajir al-Sultan trugen. Die jüdische Familie handelte in Tee nach London und führte blaue Indigo-Stoffe aus Manchester nach Südmarokko und in die Sahara aus. Der Kaufmann Moïse Benislah (1788–1851) zog von Essaouira nach Marseille und später nach Lissabon. Auch die Solal betrieben Handel im Mittelmeerraum. Die Mehrheit der Juden lebte jedoch in meist großer Armut in der Mellah. Im Hungerjahr 1877 waren darin 12.000 Menschen zusammengepfercht. Seit 1860 setzte sich die Alliance Israélite Universelle für die Vergrößerung des Viertels ein. 1892 konnte zwar der Sultan für das Anliegen gewonnen werden, doch unternahm seine Verwaltung zunächst nichts zu dessen Umsetzung. Im März 1891 hatte der Kaid in bislang unbekannter Weise 200 Familien zum Verlassen der Stadt innerhalb einer Woche gezwungen, was der AIU-Direktor Joseph Elmaleh mit der Politik in Russland verglich. Um 1910 waren 48 % der Stadtbevölkerung Juden, da noch zu Beginn des 20. Jahrhunderts 80 % der muslimischen Bevölkerung auf dem Land lebten.
Nach der französischen Besetzung Timbuktus 1893 verlor die Stadt im Laufe des 20. Jahrhunderts zunehmend an Bedeutung, da ihre wichtigsten Handelsverbindungen unterbrochen wurden. Mit der Unabhängigkeit im Jahr 1957 wurde der Name Essaouira endgültig angenommen. Zwei mögliche Interpretationen zur Etymologie dieses arabischen Namen stehen sich gegenüber. Die erste geht auf das Phönizische zurück, wonach souira eine kleine, von Mauern umgebene Festung bezeichnet, wobei souira die Verkleinerungsform von sour ist, was auf Arabisch „Mauer“ oder „Wand“ bedeutet. Nach der zweiten würde sich der Name Essaouira von Tasaouira und seinen Varianten (atassouira, at'souira, sawira, saouira) ableiten, was so viel wie „eingerahmtes Bild“ bedeutet, was an den Grundriss der Stadt erinnert: die „wohl Gezeichnete“, das „wohl Gestaltete“.
In der Zeit nach 1967 war die Stadt das Ziel vieler Hippies; auch Jimi Hendrix hielt sich einige Tage in der Umgebung auf.

## Sehenswürdigkeiten

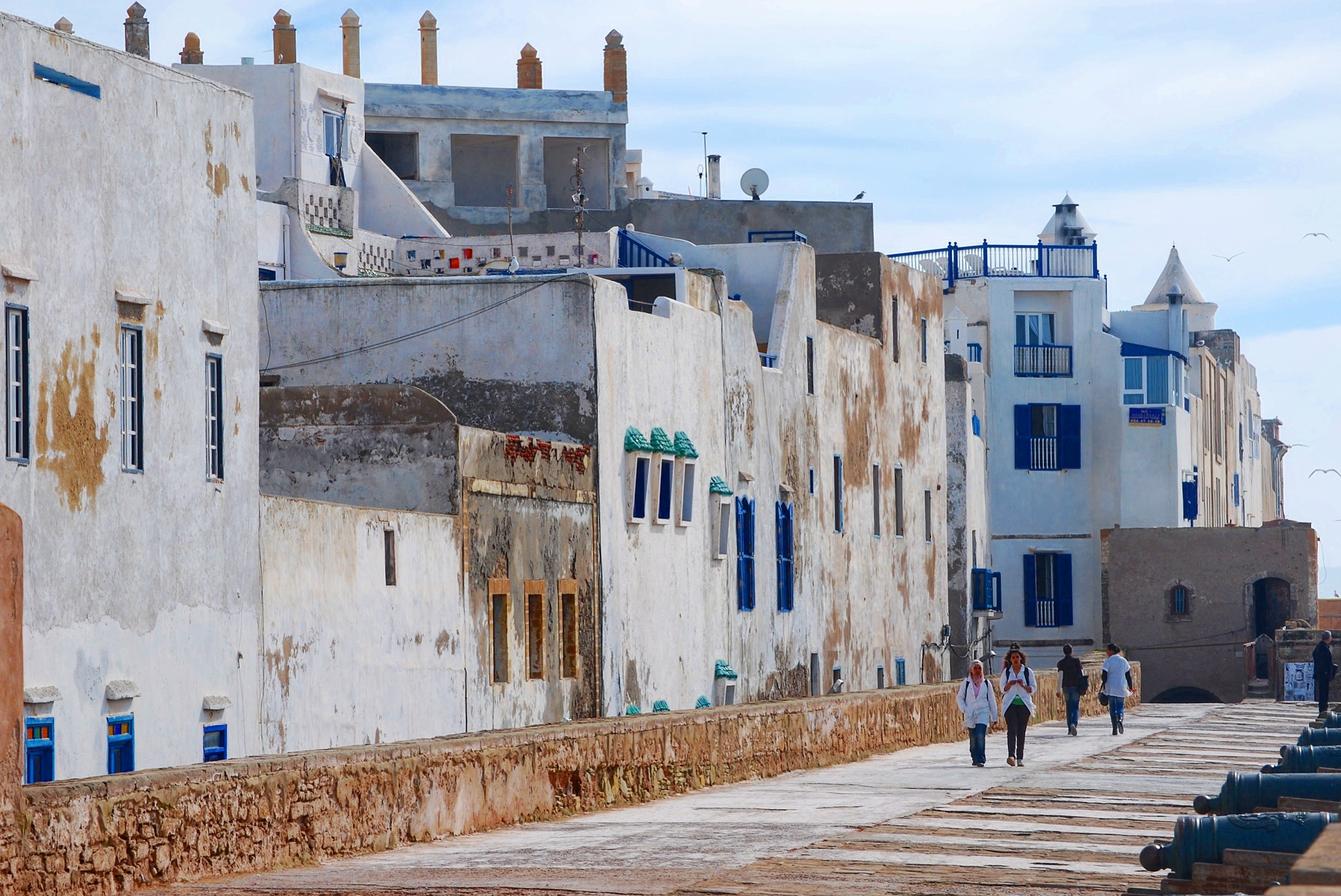
Scala de la Kasbah

Die im 18. Jahrhundert angelegte Medina von Essaouira mit ihrem – für Marokko völlig untypischen – weitgehend symmetrischen Grundriss, geradlinig verlaufenden Straßen und zwei Stadttoren wurde im Jahre 2001 in die UNESCO-Liste des Weltkulturerbes aufgenommen. Eine Kollektion von Kanonen (Bronze und Eisen) aus dem 17. und 18. Jahrhundert steht auf der dem Meer zugewandten Scala de la Kasbah. Im Fischereihafen werden noch Schiffe in traditioneller Manier aus Holz gefertigt, Netze geflickt und Angelschnüre mit Ködern bestückt.
Das Museum Sidi Mohamed Ben Abdallah beinhaltet eine Sammlung von Waffen, Münzen, Kleidung, Musikinstrumenten, Schmuck und Kunsthandwerk (u. a. Teppiche und Gegenstände aus „Thuya“-Holz). Es informiert über die Geschichte der Stadt und ihrer Umgebung sowie über Flora und Fauna der Region (z. B. über den Arganbaum). Eine Spezialität des örtlichen Kunsthandwerks ist die Herstellung von Kunst-, Gebrauchs- und Ziergegenständen aus dem Holz des Sandarakbaumes, der auf Französisch auch „Thuya de Barbarie“ genannt wird. Die Stadt beherbergt mehrere Kunstgalerien – überwiegend mit Werken marokkanischer Künstler.
Der im 11. Jahrhundert lebende muslimische Marabout Sidi Mogdoul wird in einem Mausoleum verehrt. Ein nach ihm benannter Leuchtturm wurde 1916 in Betrieb genommen. In der katholischen Kirche Notre-Dame-de-l’Assomption findet ein Sonntagsgottesdienst statt.
Die Insel Mogador ist ein Vogelschutzgebiet, in dem von April bis Oktober die seltenen Eleonorenfalken brüten. Sie darf ganzjährig nicht betreten werden.

## Kultur

### Musik
In Essaouira findet seit 1998 jährlich im Juni das Musik-Festival der Gnawa statt. In ihrer traditionellen Musik, die außerhalb des Festivals eine therapeutische Funktion im nächtlichen Derdeba-Tanzritual besitzt, und für Straßenprozessionen spielen die Gnawa-Musiker und Tänzer die Zupflaute Gimbri, die Trommel T'bol und die Eisenklappern Qarqaba.

### Film
Orson Welles drehte im Jahr 1952 seine filmische Adaption des Othello-Stoffes in Essaouira. Ridley Scott rekonstruierte hier 2004 das mittelalterliche Jerusalem für seinen Film Königreich der Himmel („Kingdom of Heaven“). 2013, also für die dritte Staffel, war Essaouira einer der Drehorte der Fantasyserie Game of Thrones. Teile der Dreharbeiten für den Film John Wick: Kapitel 3 fanden in Essaouira statt.

## Freizeit
In der näheren Umgebung der Stadt gibt es mehrere Strände, die auch Möglichkeiten zum Wellenreiten bieten.

## Städtepartnerschaften
Essaouira hat partnerschaftliche Beziehungen zu folgenden Städten:
- Etterbeek in Belgien seit 2003
- Gorée in Senegal seit 2005
- La Rochelle in Frankreich

## Persönlichkeiten
- André Azoulay (* 1941), Wirtschaftsberater des Königs Mohammed VI.
- Sadya Bairou (1963–2010), zeitgenössische Malerin
- Mahmoud Ghania (1951–2015), Gnawa-Musiker
- Meir Cohen (* 1955), israelischer Politiker und ehemaliger Minister für Wohlfahrt und Soziales
- Rhani Krija (* 1971), Musiker und Percussionist